# Оксфорд (округ)
О́ксфорд (англ. Oxford County) — округ, расположенный в штате Мэн, США с населением в 54 755 человек по данным переписи населения 2000 года.
Административным центром округа является город Парис.

## География
По данным Бюро переписи населения США, общая площадь округа — 5634 км², из которых: 5382 км² — земля и 252 км² (4,47 %) — вода.

### Соседние округа
- Франклин — северо-восток
- Андроскоггин — восток
- Камберленд — юго-восток
- Йорк — юг
- Карролл — юго-запад
- Коос — запад

### Охраняемые природные территории
- Уайт-Маунтин (национальный заповедник)
- Амбейгог (национальный лес)

## Демография

Распределение населения округа по возрастным диапазонам

По данным переписи населения 2000 года в округе Йорк проживало 54 755 человек, 15 173 семьи, насчитывалось 22 314 домашних хозяйств и 32 295 жилых дома. Средняя плотность населения составляла 6 человек на один квадратный километр. Расовый состав округа по данным переписи распределился следующим образом: 98,25 % белых, 0,17 % чёрных или афроамериканцев, 0,28 % коренных американцев, 0,37 % азиатов, 0,02 % жители Океании, 0,8 % смешанных рас, 0,11 % — других народностей. Испано- и латиноамериканцы составили 0,53 % от всех жителей округа.
Из 22 314 домашних хозяйств в 30,4 % — воспитывали детей в возрасте до 18 лет, 54,1 % представляли собой совместно проживающие супружеские пары, в 9,5 % семей женщины проживали без мужей, 32 % не имели семей. 25,6 % от общего числа семей на момент переписи жили самостоятельно, при этом 11 % составили одинокие пожилые люди в возрасте 65 лет и старше. Средний размер домашнего хозяйства составил 2,42 человек, а средний размер семьи — 2,87 человек.
Население округа по возрастному диапазону по данным переписи 2000 года распределилось следующим образом: 24,2 % — жители младше 18 лет, 6,5 % — между 18 и 24 годами, 27,8 % — от 25 до 44 лет, 25,5 % — от 45 до 64 лет и 16,1 % — в возрасте 65 лет и старше. Средний возраст жителей округа составил 40 лет. На каждые 100 женщин в округе приходилось 95,4 мужчин, при этом на каждых сто женщин 18 лет и старше приходилось 93,7 мужчины также старше 18 лет.
Средний доход на одно домашнее хозяйство в округе составил 33 435 долларов США, а средний доход на одну семью в округе — 39 794 долларов. При этом мужчины имели средний доход в 30 641 доллара в год против 21 233 долларов среднегодового дохода у женщин. Доход на душу населения в округе составил 16 945 долларов США в год. 8,3 % от всего числа семей в округе и 11,8 % от всей численности населения находилось на момент переписи населения за чертой бедности, при этом 14,8 % из них были моложе 18 лет и 10,1 % — в возрасте 65 лет и старше.